# Felesteen
Felesteen (in arabo فلسطين‎?) è un quotidiano palestinese fondato a Gaza nel 2006. È il principale quotidiano distribuito nella Striscia di Gaza.